# Valle (Noruega)
Valleⓘ es de un municipio del condado de Agder, Noruega. Es parte del distrito tradicional de Setesdal. Su centro administrativo es el pueblo de Valle.

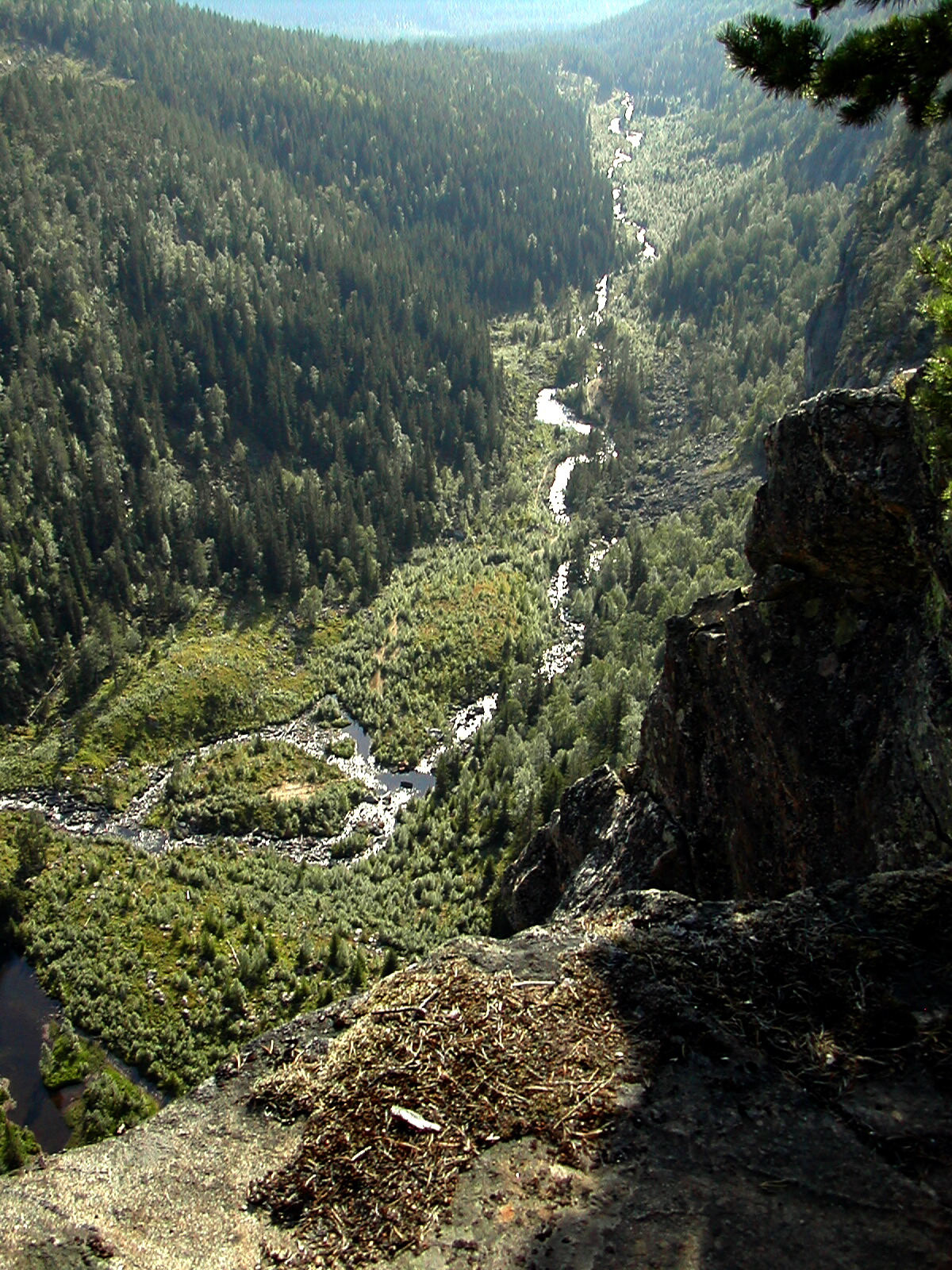
Valle

El actual municipio fue fundado el 1 de enero de 1962, los dos municipios, antes separados, Valle y Hylestad. Hay dos centros, y Valle Rysstad, es el centro administrativo que se encuentra en el Valle. Ambos centros cuentan con una iglesia y centros comerciales.
El río fluye a través de Otra en el municipio de Valle. La parte occidental de la comunidad es parte de Setesdal Vesthei en el sur de Europa.
Valle está rodeado por altas paredes de roca, a través del cual describen rutas de escalada.